# بخش پورخوفسکی
بخش پورخوفسکی (به لاتین: Porkhovsky District) یک منطقهٔ مسکونی در روسیه است که در استان پسکوف واقع شده‌است.